# A Companhia dos Lobos
The Company of Wolves (br/pt: A Companhia dos Lobos) é um filme britânico de 1984, realizado por Neil Jordan, baseado em um conto de Angela Carter, por sua vez inspirada na fábula da Chapeuzinho Vermelho.

## Sinopse
O filme reinterpreta a história do Chapeuzinho Vermelho (Capuchinho Vermelho, em Portugal) numa perspectiva de emergente sexualidade adolescente. É constituído por uma série de histórias sobre lobos, lobisomens e uma pequena aldeia, num ambiente de conto de fadas, e cheio de referências e conotações sexuais. Nesta versão do antigo conto, o lobo é um lobisomem e a Chapeuzinho Vermelho é uma jovem garota de 14 anos, Rosaleen.

## Elenco
- Sarah Patterson .... Rosaleen
- Angela Lansbury .... avozinha
- David Warner .... pai
- Tusse Silberg .... mãe
- Micha Bergese .... caçador
- Brian Glover
- Graham Crowden .... velho padre
- Kathryn Pogson .... jovem noiva
- Stephen Rea .... jovem noivo

## Prêmios e indicações

### Prêmios
Festival de Cinema Fantástico de Avoriaz
- Prêmio do Júri: 1985

 Fantasporto
- Melhor filme: 1985
- Prêmio do Público: 1985
- Prêmio da Crítica: 1985
- Melhores efeitos especiais: 1985

 Festival Internaciona de Cinema Fantàstic de Sitges
- Melhor filme: 1984
- Prêmio da Crítica Internacional: 1984
- Melhores efeitos especiais: 1984

### Indicações
BAFTA
- Melhor figurino: 1985
- Melhor maquiagem: 1985
- Melhor direção de arte: 1985
- Melhores efeitos especiais: 1985

 Festival de Cinema Fantástico de Avoriaz
- Melhor Filme: 1985